# Gustav Schlyter
Gustav Vilhelm Schlyter, född 16 april 1885 i Karlskrona, död den 27 juni 1941 i Helsingborg, var en svensk kommunaltjänsteman.
Schlyter blev 1906 juris kandidat vid Lunds universitet, 1907 tillförordnad och 1910 ordinarie stadsombudsman samt 1919 förste stadsombudsman i Helsingborg. Han arbetade entusiastiskt för eldbegängelsens utbredning och värdiga former. Han studerade ämnet i utlandet, och i sammanhang därmed hölls 1916 i Gotha en kongress av representanter för de tyska eldbegängelseföreningarna, inför vilken han framlade förslag till riktlinjer för en modern eldbegängelselag. Han tog initiativ till de internationella krematorieutställningarna i Malmö (1914) och Göteborg (1923), till den första nordiska eldbegängelsekonferensen (i Helsingborg, 1922), till den första internationella eldbegängelsebyrån (i Helsingborg, 1924) och till en kommitté för åstadkommande av en mönsteranläggning för eldbegängelse i Helsingborg (1924). År 1925 lyckades han att samla den internationella eldbegängelserörelsen till gemensamt arbete med närmaste uppgift att söka häva den romersk-katolska kyrkans motstånd mot reformen. 
Schlyter skrev bland annat Eldbegängelsens innebörd och värde (1913), texten till Kurt Atterbergs Requiem: kantat för eldbegängelse (1914), Eldbegängelsen och kyrkan (1917), Die Feuerbestattung und ihre kulturelle Bedeutung. Der Tempel des Friedens (Leipzig, 1922) och Några tankar om eldbegängelsen (1929). 
Schlyter blev 1911 ledamot av Helsingborgs stads historiekommission och redigerade (tillsammans med Oscar Trapp) 1913 "Hälsingborgs stads minnesskrift". Han skrev även artiklar i Nordisk familjebok.
Gustav Schlyter var son till Ragnar Schlyter. Han var bror till Karl Schlyter, Vavi Johnsson och Ragnar Schlyter samt gift med Ragnhild Schlyter. Makarna Schlyter är gravsatta vid Krematoriet i Helsingborg.